# La Capelle-lès-Boulogne
La Capelle-lès-Boulogne é uma comuna francesa na região administrativa de Altos da França, no departamento de Pas-de-Calais. Estende-se por uma área de 6,5 km². Em 2010 a comuna tinha 1 657 habitantes (densidade: 254,9 hab./km²).